# V.2 (dirigibile)
Il dirigibile V.2 era un dirigibile di tipo semirigido costruito in Italia per scopi militari dallo Stabilimento Costruzioni Aeronautiche di Roma nella seconda metà degli anni dieci del XX secolo. Il V.2 apparteneva alla "Classe V" progettata dall'ingegnere Rodolfo Verduzio.

## Storia del progetto
Dopo la fine della guerra italo-turca, che vide l'impiego bellico dei dirigibili da parte del Regno d'Italia, il progettista Rodolfo Verduzio concepì un nuovo tipo di dirigibile semirigido di 14650 m³, dotato di quattro propulsori Maybach-Itala D.1 da 180 CV, il cui progetto fu designato V (Veloce), perché doveva raggiungere una velocità massima di 90 km/h. Il primo esemplare, designato V.1 Città di Jesi, fu realizzato nel 1914 e consegnato successivamente alla Regia Marina.
Visti i buoni risultati ottenuti dall'aeronave, la Regia marina ordinò la costruzione di un secondo esemplare, che fu realizzato dallo Stabilimento Costruzioni Aeronautiche di Roma su progetto di Verduzio, coadiuvato da Umberto Nobile, e che doveva essere leggermente più grande del precedente, 15700 m³, e doveva raggiungere una quota teorica di 3000 m. Designata V.2, l'aeronave fu assemblata sull'aeroscalo dell'Aeroporto di Ferrara-San Luca, completando lì il successivo allestimento, che terminò dopo l'entrata in guerra del Regno d'Italia, avvenuta il 24 maggio 1915.

## Tecnica
Si trattava di un dirigibile semirigido, con struttura in duralluminio, ricoperto in stoffa di cotone impermeabile, caratterizzato da una lunghezza di 90 metri, un diametro di 19 ed un volume di 15 700 metri cubi. La propulsione era affidata a quattro motori Maybach-Itala D.1 a benzina, che sviluppavano ognuno la potenza complessiva di 180 CV, azionanti due eliche. Tali propulsori consentivano di raggiungere la considerevole velocità di 90 km/h (49 kn).
Particolarmente curata era l'aerodinamica dell'involucro, con particolare attenzione alla navicella del dirigibile, posizionata non appesa ma a contatto con la trave reticolare di carena, in modo da consentire all'equipaggio di accedere direttamente all'interno della stessa e dell'involucro. Un sistema di diaframmi longitudinali contribuiva a mantenere l'involucro fusiforme ed a sostenere la trave. La prua era particolarmente robusta per consentire all'involucro di resistere alla pressione dovuta alla maggiore velocità.
Il V.2 fu la prima aeronave italiana ad avere un tubo, passante attraverso la camera dei gas, che permetteva l'accesso alla postazione della mitragliatrice posizionata sulla parte superiore del dirigibile.

## Impiego operativo
Il dirigibile V.2 terminò l'allestimento nel novembre 1915, andando in volo per la prima volta il 10 dicembre successivo ed entrò in servizio operativo il 28 febbraio 1916. Le prestazioni risultarono subito deludenti, infatti raggiungeva una velocità massima di 65 km/h e una tangenza di 2 000 m. Inoltre venne rilevata una forte inerzia in fase di manovra, unita a un raggio di virata molto ampio. La prima missione bellica, al comando del capitano del battaglione dirigibilisti Giuseppe Valle con tenente di vascello Renato Strazzeri, comandante in seconda, l'ufficiale di bordo capitano Francesco Pricolo, il Sergente Matteo La Rosi ed il soldato Carlo Regini motoristi, avvenne il 5 aprile contro il nodo ferroviario di Nabresina, sul fronte dell'Isonzo. Il 26 maggio fu tentata una nuova missione contro Nabresina, ma Valle, preoccupato per la tendenza del V.2 a perdere quota e per le difese contraeree nemiche in allarme, preferì attaccare le installazioni di Punta Salvatore (Punta Salvore). Fu l'ultima missione bellica in quanto l'involucro fu sgonfiato nell'ottobre 1916, e una volta alleggerito di peso, fu rigonfiato e il V.2 al comando del Capitano Domenico Menenti fu trasferito all'Aeroporto di Jesi nel gennaio 1917 per essere usato in missioni di pattugliamento marittimo. Trasferito a Ciampino, venne definitivamente radiato il 28 settembre 1917, e poi demolito.

## Utilizzatori
Italia
- Regia Marina

### Fonti
1. ↑  Mancini 1936, p. 239.
2. 1 2  Pesce 1982, p. 135.
3. ↑  Pesce 1982, p. 53.
4. ↑  Pesce 1982, p. 54.
5. 1 2 3 4  Mancini 1936, p. 240.
6. 1 2 3 4 5 6 7 8  Raito 2018, p. 69.
7. 1 2 3 4 5  Pesce 1982, p. 60.
8. 1 2 3  Raito 2018, p. 70.